# Gastromyzon katibasensis
Gastromyzon katibasensis är en fiskart som beskrevs av Leh och Jian-yuan Chai 2003. Gastromyzon katibasensis ingår i släktet Gastromyzon och familjen grönlingsfiskar. Inga underarter finns listade i Catalogue of Life.